# パンの略取
『パンの略取』（パンのりゃくしゅ、フランス語: La Conquête du Painロシア語: Хлеб и воля）は、1892年に出版されたピョートル・クロポトキンの本。 原著はフランス語で著述され、雑誌『ル・レヴォルテ』に掲載された一連の論文が元になっている。パリで出版された初版本はエリゼ・ルクリュによる序文がついており、タイトルもルクリュの勧めによって決められたという。1892年から1894年の間、ロンドンでクロポトキンが出版していた雑誌『フリーダム』でも連載された。クロポトキンはこの本の中で、封建主義、資本主義などの経済現象の問題を指摘しつつ、それらがなぜ貧困や欠乏を招いているのかを説明する。その上で、相互扶助に基づくより分散された経済のあり方を、無政府共産という形で提案し、それらが生物進化と人間社会の進展に伴って現れつつあることを主張する。
『パンの略取』は日本では1909年に幸徳秋水による翻訳で平民社から秘密出版され、1910-20年代における日本のアナーキズムが参照した基本的な文献の一つとなった。同翻訳が戦後、岩波書店から文庫になっている。